# Ronald Liebowitz
Ronald Liebowitz ( 26 de abril de 1957) es presidente de Middlebury College, una escuela pequeña de artes liberales en Vermont. El 9 de noviembre de 2009, Time lo reconoció como uno de los 10 mejores presidentes de universidades en los EE. UU.  Ha sido presidente desde abril de 2004, después de haber sido rector y vicepresidente ejecutivo desde 1997 debajo de John McCardell.

## Vida
Se graduó de Bucknell  en Pennsylvania, y ganó su doctorado de Columbia, en geografía.  En relación su vida académica, su especialización es la política económica de la exURSS y de Rusia, y sus investigaciones han sido publicadas en varios artículos escolares.  

## Carrera
Trabajó en la facultad de Middlebury en 1984 como un instructor de Geografía, y se hizo decano en 1993.  Fue el tercer presidente que fue elegido de la facultad en la historia de la universidad.